# Wife of Bath (Rose)
Die Englische Rose Wife of Bath, syn. ‚Glücksburg‘ und ‚AUSbath‘, ist eine mehrfachblühende, moderne Strauchrose mit einem kräftigen, süßen Duft nach Myrrhe, die David C. H. Austin 1969 aus der rosa Teehybride ‚Mme Caroline Testout‘ (Pernet-Ducher 1890) und einer Kreuzung aus der Floribundarose ‚Ma Perkins‘ (Boerner 1952) und seiner ersten Englischen Rose ‚Constance Spry‘ (Austin 1961) gezüchtet hat. Sie ist nach einer Figur aus Geoffrey Chaucers Canterbury-Erzählungen benannt. Als eine der ersten mehrfachblühenden Englischen Rosen ist sie eine der beliebtesten Sorten von Austin.
‚Wife of Bath‘ blüht aus roten Knospen rosa auf; ihre bis zu 7 cm große, flache Blüte mit formlos angeordneten zahlreichen Kronblättern im Zentrum wird nach außen heller. Die Blüten erscheinen den ganzen Sommer über in Büscheln zu 3–9. Der etwa 1,20 m hoch wachsende Strauch wird als robust beschrieben und hat kleine, mittelgrüne Blätter. Die Sorte ist auch für Kübelpflanzung und als Schnittrose geeignet.